# 中村秀一郎
中村 秀一郎（なかむら ひでいちろう、1923年（大正12年） - 2007年（平成19年）10月20日）は、日本の経営学者、多摩大学名誉学長。

## 概要
- 1947年 慶應義塾大学経済学部卒業
- 静岡大学助教授
- 1964年 専修大学経済学部教授
- 1989年 多摩大学経営情報学部長・教授
- 1995年4月～1995年9月 多摩大学学長（体調不良で殆ど活動せずに退任）
- 日本の中小企業研究の第一人者であり、清成忠男法政大教授とともに「ベンチャー企業」という名称の命名者。